# Pseudobarbus burchelli
Pseudobarbus burchelli és una espècie de peix cipriniforme de la família dels ciprínids.

## Morfologia
Els mascles poden assolir els 13,5 cm de longitud total.

## Distribució geogràfica
Es troba a la Província del Cap (Sud-àfrica).